# Насеризам
Насеризам је арапска националистичка политичка идеологија, коју је утемељио бивши египатски председник Гамал Абдел Насер.
Насеризам је имао највећи утицај на панарапску политику средином 20. века. Касније је покрету слабио утицај, поготово након Насерове смрти 1970. године. Идеологија је у одређеној мери инспирисана кемализмом, идеологијом прве световне републике у муслиманском свету, Турске.
Насеризам је револуционарна националистичка и панарапска идеологија, која има додире и са социјализмом, па се назива и арапски социјализам. То је секуларна идеологија, која је довела до сукоба с новим покретима исламског радикализма у погледу модернизације, индустријализације и укидања традиционалних подела у друштву. У светској политици, Насер је одиграо велику улогу у Покрету несврстаних заједно с Титом и Нехруом. Желео је да Египат има лидерску улогу у зближавању арапског, афричког и исламског друштва.
Насеризам и даље постоји у неким арапским земљама, али је углавном ограничен на мале опозиционе партије те на неке писце и интелектуалце.